# Robin Hood (film fra 2010)
 For alternative betydninger, se Robin Hood (flertydig). (Se også artikler, som begynder med Robin Hood)
Robin Hood er en britisk-amerikansk film, baseret på Robin Hood-legenden, fra 2010. Filmen er instrueret af Ridley Scott efter manuskript af Brian Helgeland. Russell Crowe (Robin Hood) og Cate Blanchett (Lady Marion) spiller hovedrollerne. Desuden medvirker Scott Grimes, Mark Strong og William Hurt.

## Medvirkende
- Russell Crowe som Robin Longstride
- Cate Blanchett som Marion Loxley
- William Hurt som William Marshal
- Mark Strong som Godfrey
- Mark Addy som Broder Tuck
- Oscar Isaac som Prins John
- Danny Huston som Richard Løvehjerte
- Kevin Durand som Lille John
- Scott Grimes som Will Scarlet
- Matthew Macfadyen som Sheriffen af Nottingham
- Eileen Atkins som Eleanor af Aquitaine
- Simon McBurney som Fader Tancred
- Max von Sydow som Sir Walter Loxley
- Alan Doyle som Allan A'Dayle
- Léa Seydoux som Isabella of Angoulême
- Douglas Hodge som Sir Robert Loxley
- Gerard McSorley som Baron Fitzrobert
- Robert Pugh som Baron Baldwin
- Jonathan Zaccaï som Kong Filip af Frakrig
- Velibor Topić som Belvedere
- Denise Gough som mor i landsby
- Pip Carter som Royal Equery
- Mark Lewis Jones som Stone Mason Longstride
- Bronson Webb som Jimoen
- Denis Ménochet som Adhemar
- Luke Evans som Sheriffens håndlanger
- Roy Holder som Gaffer Tom
- Ned Dennehy som Sentinel
- Jessica Raine som Prinsesse Isabel af Gloucester
- Steve Evets som pjaltet budbringer
- Arthur Darvill som brudgom
- Giannina Facio som Lady-in-Waiting
- Ralph Ineson som nordbo

## Ekstern henvisning
- Robin Hood på Internet Movie Database (engelsk)
- Robin Hood på Filmdatabasen
- Robin Hood på Scope
- Robin Hood i Svensk Filmdatabas (svensk)
- Robin Hood på AlloCiné (fransk)
- Robin Hood på MovieMeter (nederlandsk)
- Robin Hood på AllMovie (engelsk)
- Robin Hoods profil hos Encyclopædia Britannica Online (engelsk)
- Robin Hood på Turner Classic Movies (engelsk)
- Robin Hood på The Movie Database (engelsk)